# Гордость и предрассудки
«Го́рдость и предрассу́дки» (англ. Pride & Prejudice: A Latter-Day Comedy) — независимое кино 2003 года по мотивам романа Джейн Остин «Гордость и предубеждение». Действие происходит в XXI веке в Университете Бригама Янга города Прово, штат Юта. Фильм получил довольно-таки положительные отзывы мормонов в Юте, так как некоторые шутки и повороты сюжета основываются на философии движения святых последних дней и хорошо понятны данному кругу зрителей.

## В ролях
- Орландо Сил — Уилл Дарси
- Кэм Хескин — Элизабет Беннет
- Бен Гурли — Чарльз Бингли
- Люсила Сола — Джейн Васкес
- Генри Магуайр — Джек Уикхем
- Келли Стейблс — Лидия Меритон
- Эмбер Гамильтон — Китти Меритон
- Рейни Кервин — Мэри Ламблен
- Кара Холден — Кэролайн Бингли
- Хаббел Палмер — Уильям Коллинз
- Хонор Блисс — Анна Дарси
- Кармен Расмусен — Шарлотта Лукас
- Кен Норрис — мистер Гардинер

## Упоминания романа «Гордость и предубеждение» в фильме
- В университете Лиззи изучает творчество Джейн Остин.
- В комнате для лыж у Дарси висит портрет писательницы.
- Мопса Лидии зовут «Остин». Также эта порода собак упоминается в другом романе Остин «Мэнсфилд-парк».
- Ресторан, в котором Элизабет встречает Дарси, называется «Розингс». В оригинале Розингс Парк — поместье тёти мистера Дарси, леди Кэтрин де Бёр, где канонная Лиззи отклоняет предложение Дарси.
- Лидия и Джек планируют пожениться в капелле Лас-Вегаса, в оформлении которой есть шотландская тематика. В книге, чтобы обвенчаться, пара должна была поехать в Шотландию, так как там церемонию можно провести быстрее и без особых хлопот, нежели в Англии.
- Девушки проживают на улице Лонгборн. В романе поместье Беннетов называется Лонгборн.
- Фамилия Лидии и Китти в фильме «Меритон». Это самый близкий город к поместью Беннетов.